# Giorgio Porcaro
Giorgio Porcaro (Benevento, 29 novembre 1952 – Monza, 4 giugno 2002) è stato un cabarettista, comico, attore e cantante italiano.

## Biografia
(Giorgio Porcaro in apertura degli spettacoli)
Nato a Benevento nel 1952, ma cresciuto a Milano (dove s'era trasferito al seguito dei genitori nel 1957), debuttò nel celebre Derby Club nel 1972, insieme a Diego Abatantuono, Teo Teocoli, Massimo Boldi, Giorgio Faletti e altri. Venne lanciato da Gianfranco Funari, allora cabarettista, che lo fece partecipare, con il suo gruppo I mormoranti, allo spettacolo Da dove vieni tu?. Il successo arriva nel 1977, con uno spettacolo, La tappezzeria, scritto da Enzo Jannacci e Beppe Viola, dove inventò il personaggio del "terrunciello", ovvero il meridionale trapiantato al nord che si esprime in un dialetto misto tra pugliese e lombardo completamente inventato.
Nello stesso periodo entrò a far parte del Gruppo Repellente, ideato da Enzo Jannacci e Beppe Viola, assieme a Diego Abatantuono, Massimo Boldi, Mauro Di Francesco, Giorgio Faletti ed Ernst Thole. Nel 1979, sulla Rete 1 della Rai, condusse Lo mangeresti un cagnolino?, rubrica all'interno del programma pomeridiano per ragazzi 3, 2, 1, contatto!, un programma articolato in più puntate, che trattava dei pregiudizi alimentari; tra le cose insolite, che Porcaro tentava di fare assaggiare ai passanti, vi erano la marmellata di formica e la posca, una bevanda a base di aceto usata dagli antichi romani.

Giorgio Porcaro in una scena del film Gli inaffidabili (1997)

Nel cinema Porcaro recitò in alcuni film tra la fine degli anni settanta e l'inizio degli anni ottanta, fino alla sua repentina uscita di scena avvenuta nel 1985. Coinvolto in una serie di vicissitudini giudiziarie (venne arrestato a casa durante una retata antinarcotici, che aveva coinvolto anche l'entourage del Derby), in seguito riapparve come comico in diverse televisioni private lombarde. 
Morì a 49 anni per un tumore alle ossa all'ospedale di Monza, dove era ricoverato da diverso tempo.

## Il "Terrunciello"

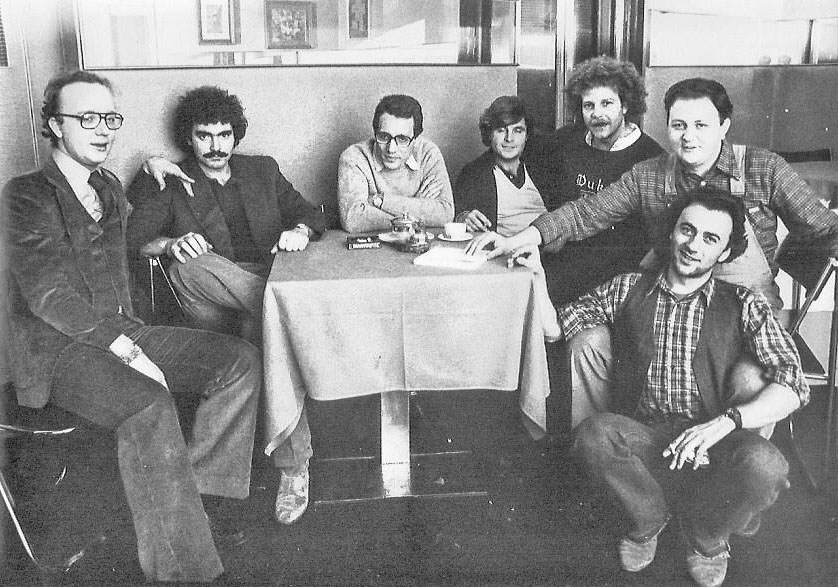
Giorgio Porcaro (quinto da sinistra) assieme agli altri componenti del Gruppo Repellente: Thole, Abatantuono, Jannacci, Di Francesco, Porcaro, Boldi e Faletti

Interno del Derby Club, da sinistra Massimo Boldi, Giorgio Faletti, Mauro Di Francesco, Giorgio Porcaro e Diego Abatantuono

La paternità del personaggio del Terrunciello attribuita alternativamente a Giorgio Porcaro e a Diego Abatantuono è oggetto di dibattito: alcune fonti riportano che a inventare il personaggio sia stato Giorgio Porcaro e l'abbia successivamente ceduto ad Abatantuono perché aveva il physique du rôle più adatto per interpretare la parte, mentre altre riportano che nello stesso periodo Abatantuono avrebbe inventato un personaggio simile. Diego Abatantuono ha cercato di fare chiarezza in una puntata di Wanted: il successo è un delitto? affermando che il "terrunciello" non sia un personaggio, bensì un accento, un modo di fare, come può essere il parlare in napoletano di Massimo Troisi o l'accento romanesco.
Quindi, in questo caso non si può parlare di "furto" in quanto non si parla nemmeno di "personaggio". Nella stessa puntata Mauro Di Francesco ha attribuito a Porcaro l'invenzione del "Terrunciello" ma, chiarisce, il comico lo inseriva in uno sketch più ampio, limitando lo spazio di tale personaggio a uno o due minuti. Visto che il personaggio sembrava promettente e, seppur consigliato, Porcaro non decise di dargli maggior respiro, fu così che Abatantuono decise di proporne una sua versione.
Il personaggio venne comunque interpretato da entrambi anche contemporaneamente: in uno sketch trasmesso da Rai 2 all'interno di una trasmissione che vedeva coinvolti i due attori, i due personaggi venivano a scontrarsi regolarmente prendendosi a male parole. Il rapporto tra i due artisti, a detta di Abatantuono, è sempre stato buono: «Non c'è mai stato nessun problema tra noi, è una falsa polemica. Nel nostro mestiere non esistono le proprietà. Dopo quelle gag insieme, ne abbiamo parlato duemila volte senza problemi».
Diversa la versione riguardo alla questione data dallo stesso Giorgio Porcaro: in un'intervista di Franco Damerini sul Corriere della Sera del 30 dicembre 1980, alla domanda "Ma lei ha rancore verso Abatantuono?", Porcaro rispondeva: "Certe cose mi fanno arrabbiare. Per esempio, recentemente è stato ritrasmesso un filmato tratto da La tappezzeria e quando Minà ha chiesto a Diego da dove era venuta l'ispirazione di quella scenetta, lui se l'è cavata dicendo che aveva portato sul video un personaggio esistente. Doveva dire la verità, cioè che l'avevo inventato io, dando a Porcaro quel che è di Porcaro".
Va inoltre ricordata la conversazione tra Porcaro e il giornalista Claudio Rossoni pubblicata sul n. 40 (datato 3 ottobre 1981) del settimanale La Domenica del Corriere. Nell'intervista, intitolata Sent, sbarbatell, ti facc barba, pel e contropel, Porcaro afferma: "Io sono un po' frenato nell'ambito cinematografico dal fatto che c'è anche Diego Abatantuono che fa questo personaggio. Ma che è venuto dopo di me. Il personaggio del terronciello l'ho inventato io nove anni fa e ho continuato a farlo. Lui l'ha fatto in uno spettacolo televisivo con Jannacci, dove c'eravamo tutt'e due, e poi l'ha tenuto cucendoselo addosso, ma bene o male i concetti sono quelli, per cui magari qualcuno dice che sono la sua copia, mentre in realtà è lui che ha copiato me".

## Filmografia
- Io tigro, tu tigri, egli tigra, regia di Giorgio Capitani e Renato Pozzetto (1978)
- Saxofone, regia di Renato Pozzetto (1979)
- L'esercito più pazzo del mondo, regia di Marino Girolami (1981)
- Si ringrazia la regione Puglia per averci fornito i milanesi, regia di Mariano Laurenti (1982)
- La sai l'ultima sui matti?, regia di Mariano Laurenti (1982)
- Attenti a quei P2, regia di Pier Francesco Pingitore (1982)
- Sturmtruppen 2 - Tutti al fronte, regia di Salvatore Samperi (1982)
- Gli inaffidabili, regia di Jerry Calà (1997)

## Teatro
- Da dove vieni tu?, con Gianfranco Funari
- La tappezzeria, di Enzo Jannacci e Beppe Viola
- Saltimbanchi si muore

## Programmi televisivi
- 3, 2, 1... contatto! (Rete 1, 1979)
- Saltimbanchi si muore (Rete 2, 1980)
- Buonasera con... Mondiale! (Rete 2, 1982)
- Buccia di banana (Antenna 3 Lombardia, 1983-1984)

## Discografia

### Album
- 1981 – Milanese con pedigree (Alpharecord)
  - Fresca (Mammoliti, Porcaro) 14:40
  - Sent'Bello (Mammoliti, Porcaro) 3:30
  - La Mano A Cucchiaietto (Mammoliti, Porcaro) 7:15
  - Gli Amici Della Pelle (Mammoliti, Porcaro) 11:57

### Singoli
- 1981 – Sent'Bello